# Svål

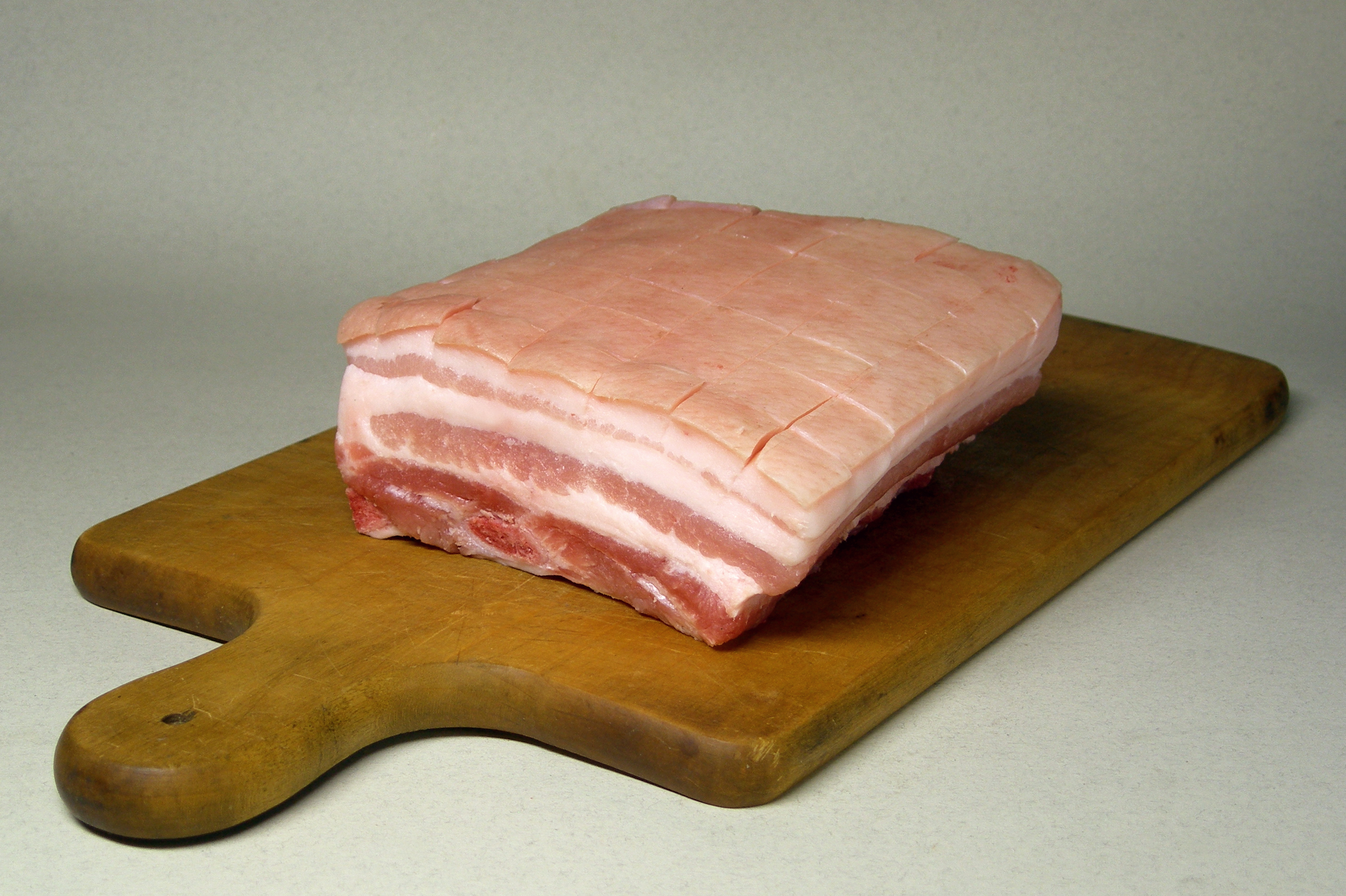
Ett stycke fläsk med den kvarvarande svålen.

Svål kallas hudvävnaden hos bland annat grisar. Svålen är förhållandevis seg trots tillagning men är fullt ätlig. På julskinkan skär man bort svålen före griljering. Svålen kan strimlas för att knaperstekas, likt bacon. Den kan även friteras och serveras som snacks, se friterade fläsksvålar.